# عوض زاده خليل باشا
عوض زاده خليل باشا (بالتركية: İvazzade Halil Paşa)‏ كان الصدر الأعظم للدولة العثمانية في الفترة ما بين 13 ديسمبر 1769 حتى 25 ديسمبر 1770.  تُوفي في 1777